# Crotalaria ebenoides
Crotalaria ebenoides là một loài thực vật có hoa trong họ Đậu. Loài này được (Guill. & Perr.) Walp. miêu tả khoa học đầu tiên.